# Yann Cunha
Yann Cunha (ur. 22 stycznia 1991 w Brasílii) – brazylijski kierowca wyścigowy.

## Kariera
Yann po zakończeniu startów w kartingu, postanowił rozpocząć poważną karierę wyścigową, debiutując w Brazylijskiej Formule 3. Cunha wystartował w trzech rundach, jednak w żadnej z nich nie zdobył punktów, czterokrotnie plasując się na dziewiątej pozycji.
W sezonie 2009 Brazylijczyk wystartował w pełnym wymiarze. Yann siedmiokrotnie stanął na podium, a w ostatecznej klasyfikacji zajął 5. miejsce. W kolejnym roku startów sięgnął po tytuł mistrzowski, po zaciętym pojedynku z Bruno Andrade, którego pokonał różnicą zaledwie czterech punktów. W trakcie sezonu szesnastokrotnie mieścił się w czołowej trójce, z czego pięciokrotnie na najwyższym stopniu (siedem razy startował z pole position). W tym samym roku zajął również 3. miejsce w klasyfikacji Otwartego Pucharu Brazylii F3, a także zaliczył gościnny występ w Brytyjskiej Formule 3 oraz Brytyjskiej Formule Renault. Na torze Silverstone w pierwszej z nich zmagania zakończył w trzeciej dziesiątce klasyfikacji, natomiast w drugiej uplasował się na piętnastej i siedemnastej lokacie w wyścigach, natomiast w ogólnej punktacji był trzydziesty pierwszy.
Sezon 2011 rozpoczął od zajęcia 2. pozycji w Brazil F3 Open, ulegając jedynie Lucasowi Forestiemu. Brazylijczyk wystartował w pełnym wymiarze w Brytyjskiej Formule 3. Yann zaledwie trzykrotnie sięgnął po punkty, dojeżdżając w czołowej dziesiątce na brytyjskich torach w Silverstone oraz Snetterton. W klasyfikacji generalnej znalazł się na 26. miejscu, po karze czterdziestu punktów minusowych za zbyt późne zgłoszenie do serii (zdobył ogółem cztery punkty). Oprócz regularnych startów w brytyjskim cyklu, Cunha wziął udział także w pięciu eliminacjach European F3 Open. Brazylijczyk trzykrotnie stanął na podium, a podczas drugiego wyścigu w Algarve odniósł pierwsze zwycięstwo w europejskim serialu. Zdobyte punkty sklasyfikowały go na 9. miejscu.
Na lata 2012-2013 Yann podpisał kontrakt z hiszpańskim zespołem Pons Racing, na udział w Formule Renault 3.5. W sezonie 2012 Cunha nie zdobył ani jednego punktu, mimo że wystąpił w każdym wyścigu. Ostatecznie zajął 29 pozycję w klasyfikacji kierowców. W 2013 roku Brazylijczyk nie poprawił się - z zerowym dorobkiem punktowym był 27 w klasyfikacji generalnej.

## Statystyki
| Sezon | Seria                                                   | Zespół                          | Wyścigi | PP | Zwycięstwa | Podium | NO | Punkty | Poz. koń. |
| ----- | ------------------------------------------------------- | ------------------------------- | ------- | -- | ---------- | ------ | -- | ------ | --------- |
| 2008  | Południowoamerykańska Formuła 3                         | Razia Sports                    | 6       | 0  | 0          | 0      | 0  | 0      | 21        |
| 2009  | Południowoamerykańska Formuła 3                         | Razia Sports                    | 18      | 0  | 0          | 8      | 1  | 75     | 5         |
| 2010  | Otwarte Mistrzostwa Brazylii F3 (ang. "Brazil F3 Open") | Bassan Motorsports              | 4       | 0  | 0          | 4      | 0  | N/A    | 3         |
| 2010  | Południowoamerykańska Formuła 3                         | Bassan Motorsports              | 24      | 7  | 5          | 16     | 4  | 351    | 2         |
| 2010  | Brytyjska Formuła 3                                     | CF Racing with Manor Motorsport | 3       | 0  | 0          | 0      | 0  | 0      | 21        |
| 2010  | Brytyjska Formuła Renault                               | CRS Racing                      | 2       | 0  | 0          | 0      | 0  | 10     | 31        |
| 2011  | Otwarte Mistrzostwa Brazylii F3 (ang. "Brazil F3 Open") | Bassan Motorsport               | 4       | 0  | 0          | 2      | 1  | N/A    | 2         |
| 2011  | Brytyjska Formuła 3                                     | T-Sport                         | 29      | 0  | 0          | 0      | 0  | 1      | 25        |
| 2011  | European F3 Open                                        | Hache Team                      | 10      | 1  | 0          | 0      | 3  | 44     | 9         |
| 2012  | Formuła Renault 3.5                                     | Pons Racing                     | 17      | 0  | 0          | 0      | 0  | 0      | 29        |
| 2013  | Formuła Renault 3.5                                     | AV Formula                      | 17      | 0  | 0          | 0      | 0  | 0      | 27        |

## Wyniki w Formule Renault 3.5
| Legenda oznaczeń w tabelach wyników Wyświetl szablon na nowej stronie | Legenda oznaczeń w tabelach wyników Wyświetl szablon na nowej stronie                                                                     |
| Oznaczenie                                                            | Wyjaśnienie |
| --------------------------------------------------------------------- | --- |
| Złoty                                                                 | Zwycięzca lub mistrzostwo |
| Srebrny                                                               | 2. miejsce lub wicemistrzostwo |
| Brązowy                                                               | 3. miejsce lub II wicemistrzostwo |
| Zielony                                                               | Ukończył, punktował (w klasyfikacji generalnej, gdy zdobył co najmniej jeden punkt na przestrzeni sezonu, poza trzema powyższymi opcjami) |
| Niebieski                                                             | Ukończył, nie punktował (w klasyfikacji generalnej, gdy nie zdobył co najmniej jednego punktu na przestrzeni sezonu)                      |
| Czerwony                                                              | Nie zakwalifikował się (NZ) |
| Czerwony                                                              | Nie prekwalifikował się (NPK) |
| Różowy                                                                | Nie ukończył (NU) |
| Różowy                                                                | Niesklasyfikowany (NS) (w klasyfikacji generalnej, gdy nie został sklasyfikowany w żadnym wyścigu sezonu)                                 |
| Czarny                                                                | Zdyskwalifikowany (DK) |
| Czarny                                                                | Wykluczony (WYK/EX) |
| Biały                                                                 | Nie wystartował (NW) |
| Biały                                                                 | Kontuzjowany (K/INJ) |
| Biały                                                                 | Wyścig odwołany (OD/C) |
| Bez koloru                                                            | Został wycofany (WYC/WD) |
| Bez koloru                                                            | Nie przybył (NP/DNA) |
| Bez koloru                                                            | Nie brał udziału w treningach (NT/DNP) |
| Bez koloru                                                            | Nie został zgłoszony (–) |
| Pogrubienie                                                           | Start z pole position |
| Kursywa                                                               | Najszybsze okrążenie wyścigu |
| †                                                                     | Nie ukończył, ale jego rezultat został zaliczony ze względu na przejechanie więcej niż 90% dystansu wyścigu.                              |
| *                                                                     | Sezon w trakcie |
| 1/2/3                                                                 | Punktowana pozycja w sprincie kwalifikacyjnym                                                                                             |
| Lista systemów punktacji Formuły 1                                    | |

| Rok  | Zespół      | Wyniki w poszczególnych eliminacjach | Wyniki w poszczególnych eliminacjach | Wyniki w poszczególnych eliminacjach | Wyniki w poszczególnych eliminacjach | Wyniki w poszczególnych eliminacjach | Wyniki w poszczególnych eliminacjach | Wyniki w poszczególnych eliminacjach | Wyniki w poszczególnych eliminacjach | Wyniki w poszczególnych eliminacjach | Wyniki w poszczególnych eliminacjach | Wyniki w poszczególnych eliminacjach | Wyniki w poszczególnych eliminacjach | Wyniki w poszczególnych eliminacjach | Wyniki w poszczególnych eliminacjach | Wyniki w poszczególnych eliminacjach | Wyniki w poszczególnych eliminacjach | Wyniki w poszczególnych eliminacjach | Punkty | Pozycja |
| ---- | ----------- | ------------------------------------ | ------------------------------------ | ------------------------------------ | ------------------------------------ | ------------------------------------ | ------------------------------------ | ------------------------------------ | ------------------------------------ | ------------------------------------ | ------------------------------------ | ------------------------------------ | ------------------------------------ | ------------------------------------ | ------------------------------------ | ------------------------------------ | ------------------------------------ | ------------------------------------ | ------ | ------- |
| 2012 | Pons Racing | ARA                                  | ARA                                  | MON                                  | BEL                                  | BEL                                  | DEU                                  | DEU                                  | RUS                                  | RUS                                  | GBR                                  | GBR                                  | HUN                                  | HUN                                  | FRA                                  | FRA                                  | CAT                                  | CAT                                  | 0      | 29      |
| 2012 | Pons Racing | 15                                   | NU                                   | NU                                   | 17                                   | 11                                   | 17                                   | NU                                   | 19                                   | NU                                   | NU                                   | NU                                   | 22                                   | 21                                   | 21                                   | 19                                   | 23                                   | 21                                   | 0      | 29      |
| 2013 | AV Formula  | ITA                                  | ITA                                  | ARA                                  | ARA                                  | MON                                  | BEL                                  | BEL                                  | RUS                                  | RUS                                  | AUT                                  | AUT                                  | HUN                                  | HUN                                  | FRA                                  | FRA                                  | CAT                                  | CAT                                  | 0      | 27      |
| 2013 | AV Formula  | NU                                   | 15                                   | 15                                   | 13                                   | 18                                   | NU                                   | NU                                   | 19                                   | NU                                   | 15                                   | 12                                   | NU                                   | 21                                   | NU                                   | NU                                   | NU                                   | 19                                   | 0      | 27      |